# Tillandsia maritima
Tillandsia maritima är en gräsväxtart som beskrevs av Eizi Matuda. Tillandsia maritima ingår i släktet Tillandsia och familjen Bromeliaceae. Inga underarter finns listade i Catalogue of Life.